# 奥野良臣

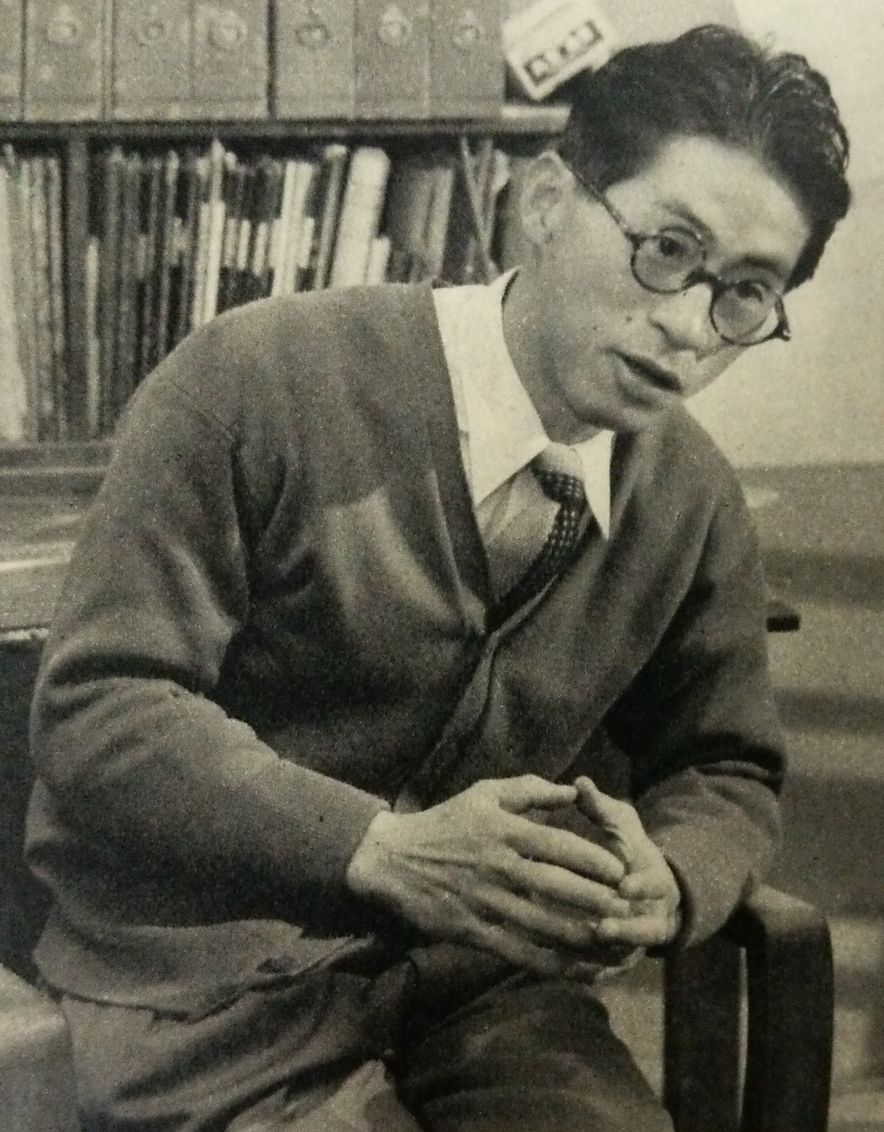
奥野良臣

奥野 良臣（おくの よしおみ、1915年3月15日 - 2011年8月1日）は、日本のウイルス学者。大阪大学名誉教授。専門は病原微生物学。
旧姓は牧浦。

## 人物
1915年（大正4年）3月15日生まれ、大阪府出身。大阪帝国大学（現・大阪大学）医学部卒業。
1956年（昭和31年）、大阪大学教授となり、1968年（昭和43年）、大阪大学微生物病研究所所長。
1954年（昭和29年）、麻疹ウイルスを分離、1960年（昭和35年）、麻疹生ワクチンを開発する。
いずれもノーベル賞を受賞したエンダースと同年度に独立して成功する。
日本ウイルス学会会長などを務める。
2011年（平成23年）8月1日、肺炎のため96歳で死去。

## 栄典・受賞
- 1988年 - 勲二等瑞宝章受章[4]
- 1989年 - 大阪文化賞受賞[5]

## 関連書籍
- 『麻疹・風疹 (1969年)(微生物学シリーズ 東昇、天野恒久監修)』（1969年、朝倉書店）